# 자르강

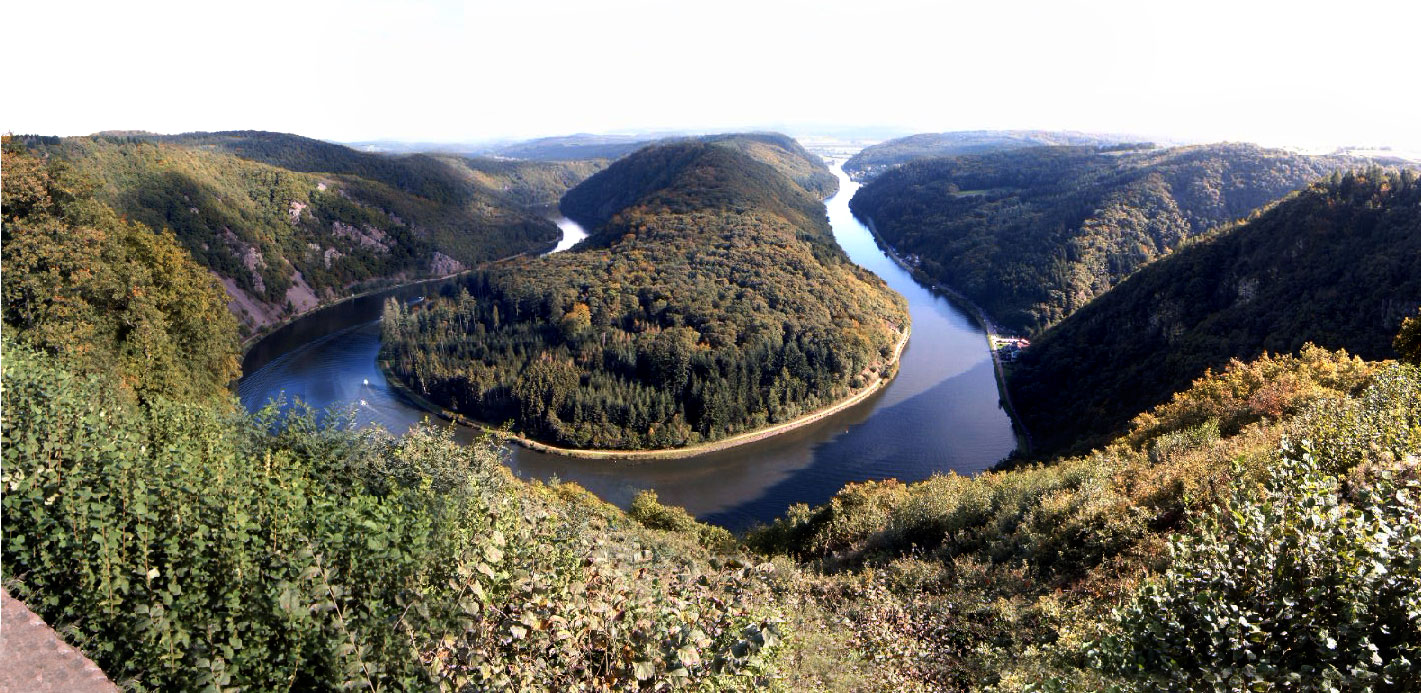
메틀라흐의 자르 루프

자르강(독일어: Saar [zaːɐ̯] 자어[*], 프랑스어: Sarre [saʁ] 사르[*])은 프랑스 북동부와 독일 서부를 흐르는 하천이다. 라인강 수계 모젤강의 지류에 속한다.